# غنجي (مراغة)
غنجي هي قرية في مقاطعة مراغة، إيران. عدد سكان هذه القرية هو 48 في سنة 2006.